# Oktiabr´skij (rejon lgowski)
Oktiabr´skij (ros. Октябрьский) – chutor w zachodniej Rosji, w sielsowiecie gorodienskim rejonu lgowskiego w obwodzie kurskim.

## Geografia
Miejscowość położona jest w dorzeczu Sejmu, 3 km od centrum administracyjnego sielsowietu (Gorodiensk), 10,5 km na wschód od centrum administracyjnego rejonu (Lgow), 55 km na południowy zachód od Kurska, 5,5 km od drogi regionalnego znaczenia 38K-017 (Kursk – Lgow – Rylsk – granica z Ukrainą) – część trasy europejskiej E38.
W chutorze znajduje się 26 posesji.
Klimat
Miejscowość, jak i cały rejon, znajduje się w strefie klimatu kontynentalnego z łagodnym ciepłym latem i równomiernie rozłożonymi opadami rocznymi (Dfb w klasyfikacji klimatów Köppena).

## Demografia
W 2010 r. chutor zamieszkiwało 12 osób.